# Castlevania II: Simon's Quest
Castlevania II Simon's Quest (яп. ド ラ キ ュ ラ II 呪 い の 封印 «Dracula II: The Seal of the Curse», Дракула 2: Печатка прокляття) — платформер, продовження відеогри Castlevania.
За сюжетом, Саймон Бельмонт після перемоги над графом Дракулою підпав під вплив його прокляття. Щоб позбутися прокляття, Бельмонту належить розшукати останки Дракули та знищити це джерело злих чарів.

## Ігровий процес

Бельмонт бореться з чудовиськами

Це сіквел Castlevania, в якому змінено жанр гри з екшн-платформера на квест (який буде домінувати в серії, починаючи з Castlevania Symphony of the Night). Головний герой — Саймон Бельмонт, подорожуючи по різних місцевостях, повинен вирішувати головоломки і завдання, купувати зброю і різні предмети, щоб знищувати надприродних істот. Починається гра в місті, звідки можна потрапити в інші місцевості та міста.
На відміну від першої частини, де Саймон відновлював здоров'я за допомогою їжі, яку він знаходив в стінах замку, в Simon's Quest здоров'я героя заповнюється тільки в міській церкві, але заповнюється воно тільки вдень, оскільки вночі, як і магазини, церква закрита. У грі є валютна система — це серця, що випадають з убитих ворогів і символізують здобутий досвід. Може випасти велике серце, мале, або його половина. За серця можна купувати у торговців різну зброю і предмети. Також за допомогою сердець поступово піднімається рівень персонажа — збільшується стійкість до ударів ворогів і подовжується шкала життя. Для того, щоб перший раз розвинути персонажа, необхідно зібрати 100 одиниць досвіду, а для кожного наступного рівня — на 50 одиниць більше, ніж для попереднього. Як і в попередній грі, серця виконують і роль боєприпасів для деяких видів зброї. На кількість зібраних сердець існує обмеження: не можна зібрати більше 256 штук за раз. Якщо гравець втрачає всі свої життя і використовує продовження гри, то втрачає всі зібрані серця і набраний досвід.
Зброєю Бельмонта є шкіряний батіг, до якого можна купити вдосконалення, що перетворюють його на довші і сильніші версії: колючий батіг, ланцюговий батіг, «світанкова зоря» та вогняний батіг. Герой може купити і додаткову зброю: кинджал (летить по прямій, має посилені срібний і золотий варіанти), дубовий кілок (аналогічний кинджалу, але повільніший; необхідний для розбивання сфер з реліквіями Дракули) свята вода (розливається по підлозі та вражає ворогів, що ступають на неї, також може руйнувати перешкоди; посилений замінник — священне полум'я), часник (паралізує і вражає ворогів), діамант (відскакує від поверхонь, вражаючи на шляху ворогів, поки не вилетить за екран) і лаври (роблять Саймона невразливим на 5 секунд). Крім того, впродовж гри Бельмонт знаходить реліквії Дракули, що дають нові здібності: ребро (коли Саймон не рухається, спрямовані в нього атаки відбиваються назад), серце (необхідне, щоб потрапити в маєток Брагма), ніготь (дозволяє знищувати батогом деякі перешкоди, щоб знайти підказки), око (дозволяє бачити приховані в стінах предмети) і перстень (необхідний разом з хрестом, щоб увійти до замку Дракули).
У грі наявна зміна дня і ночі, що змінюються кожні 5 хвилин, але час не рахується, коли Бельмонт перебуває в будівлях. Вночі вороги стають сильнішими, магазини в містах закриваються, а по вулицях ходять зомбі (в деяких містах літають демонічні кажани). У грі немає обмеження по часу, але від тривалості проходження залежить кінцівка гри. У разі смерті герой з'являється на місці своєї загибелі.
В Simon's Quest існує система буквенно-числових кодів, ввівши які, гравець може почати гру з додатковою зброєю або з високорівневим персонажем. 

## Сюжет
Через 7 років після перемоги над Дракулою, Саймон потрапив під його прокляття і відчув у собі сильний біль. Уві сні до Бельмонта приходить один з нащадків клану Бельнадес і повідомляє йому, що наближається його загибель, і єдиний спосіб зняти прокляття — це знищити останки Дракули на руїнах його замку. Що і стане метою гри, в різних замках збираючи частини Дракули.
Гра починається в місті Джова, за лісом біля якого знаходиться маєток Берклі. Аби потрапити туди, Саймон купляє білий кристал, що показує таємний вхід. Там герой знаходить ребро Дракули. Далі він прямує у Верос, за яким стоїть маєток Ровер. Синій кристал дозволяє висушити озеро та пройти в маєток, де знаходиться серце Дракули. За містом Алджіба Бельмонт знаходить кладовище, де може отримати цінну зброю. Неподалік розташований маєток Брагма, де сховано око Дракули. В Алдрі Бельмонт добуває червоний кристал, що переносить Саймона на смерчі зі стрімчака Дебори в маєток Бодлі, де зберігається ніготь Дракули. В місті Олдон, на відміну від інших, немає церкви, але там можна придбати посилений батіг. У Фетрі ж Саймон може купити лаври. Зрештою він входить до маєтку Ларуба, де перемагає живу маску Вампіру та забирає перстень Дракули і хрест.
Забравши всі реліквії, Бельмонт приносить їх на руїни замку Дракули та спалює. Але в руїнах також виявляється ікло Дракули, що воскрешає вампіра. Саймон знищує Дракулу остаточно, що звільняє від прокляття його і навколишні землі.
У грі є 3 різні кінцівки. Вони залежать від того, скільки часу було витрачено на проходження гри.
- Погана — герой перемагає Дракулу, але прокляття вбиває його, і він гине. Отримати цю кінцівку можна, пройшовши гру за понад 15 днів. Наприкінці показується сірий екран з могилою Дракули.

- Стандартна — герой перемагає Дракулу, ховає його, але пізніше гине. Для отримання цієї кінцівки потрібно пройти гру за час від 8 до 15 днів. Наприкінці показується синій фон, де стоїть Саймон.

- Хороша — герой перемагає Дракулу і успішно зцілюється. Для отримання цієї кінцівки потрібно пройти гру за менш, ніж 8 днів. Наприкінці показується червоний фон, де стоїть Саймон.

Також після титрів можна побачити, як з могили вилазить рука (мабуть Дракули), що натякає на продовження.